# اکسیداز جایگزین

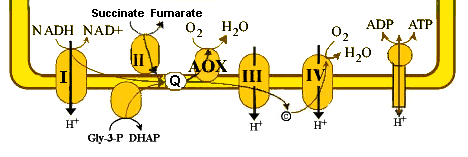
اکسیداز جایگزین به عنوان بخشی از زنجیره انتقال الکترون کامل نشان داده شده است. UQ یوبی کوینول/ یوبی کینون، C سیتوکروم c و AOX جایگزین اکسیداز است.

اکسیداز جایگزین (AOX) آنزیمی است که بخشی از زنجیره انتقال الکترون در میتوکندری جانداران مختلف را تشکیل می‌دهد. پروتئین‌های همولوگ با اکسیداز میتوکندری و اکسیداز انتهایی پلاستید مرتبط نیز در ژنوم باکتری‌ها شناسایی شده‌اند.